# Vojany
Vojany (Hongaars: Vaján) is een Slowaakse gemeente in de regio Košice, en maakt deel uit van het district Michalovce.
Vojany telt 873 inwoners.
Tijdens de volkstelling van 2011 waren de Hongaren in de meerderheid, er woonden 524 magyar, 189 Slowaken en 124 Roma. Het dorp ligt in het gebied waar de Hongaarse minderheid de meerderheid van de bevolking vormt. (zie Hongaarse minderheid in Slowakije)